# Latresne
Latresne är en kommun i departementet Gironde i regionen Nouvelle-Aquitaine i sydvästra Frankrike. Kommunen ligger i kantonen Créon som tillhör arrondissementet Bordeaux. År 2022 hade Latresne 3 699 invånare.

## Befolkningsutveckling
Antalet invånare i kommunen Latresne
Referens:INSEE